# Stadtkirche Graz
Die Stadtkirche Graz ist die Organisation der römisch-katholischen Kirche in Graz.

## Organisation
Die Stadtkirche Graz ist in vier Dekanate gegliedert, nämlich Dekanat Graz-Mitte, Dekanat Graz-Ost, Dekanat Graz-Süd und Dekanat Graz-West, die aus insgesamt 39 Pfarren bestehen.